# Banús
Banús är en ort i Mexiko.   Den ligger i kommunen San Agustín Tlaxiaca och delstaten Hidalgo, i den sydöstra delen av landet, 80 km norr om huvudstaden Mexico City. Banús ligger 2 458 meter över havet och antalet invånare är 555.
Terrängen runt Banús är huvudsakligen kuperad, men åt sydost är den platt. Runt Banús är det tätbefolkat, med 982 invånare per kvadratkilometer. Närmaste större samhälle är Pachuca de Soto, 7,8 km öster om Banús. Omgivningarna runt Banús är i huvudsak ett öppet busklandskap.